# Wahlkreis Oberbayern
Der Wahlkreis Oberbayern ist ein Wahlkreis für die bayerischen Landtags- und Bezirkswahlen. Territorial entspricht er dem bayerischen Bezirk Oberbayern.
Die letzte Landtags- und Bezirkswahl fand 2018 statt. Es waren 3.199.094 Einwohner wahlberechtigt. Die Wahlbeteiligung lag bei 74,7 %.
Der Wahlkreis Oberbayern entsendet 61 Abgeordnete in den Bayerischen Landtag, von denen 31 direkt gewählt werden. Zusätzlich wurden nach der Landtagswahl 2018 drei Überhangmandate und fünf Ausgleichsmandate vergeben, also stellt zurzeit der Wahlkreis insgesamt 69 Abgeordnete.

## Landtagswahl 2018
| Partei                | Erststimmen in % | Gesamtstimmen in % | Sitze | davon Direktmandate | Veränderung der Gesamtstimmen zur Landtagswahl 2013 in % | Sitzveränderung |
| --------------------- | ---------------- | ------------------ | ----- | ------------------- | -------------------------------------------------------- | --------------- |
| CSU                   | 33,3             | 33,9               | 26    | 26                  | − 12,4                                                   | − 7             |
| SPD                   | 9,7              | 9,6                | 7     | –                   | − 10,4                                                   | - 8             |
| Bündnis 90/Die Grünen | 21,9             | 22,0               | 17    | 5                   | + 11,1                                                   | + 10            |
| Freie Wähler          | 11,1             | 10,4               | 8     | –                   | + 2,5                                                    | + 3             |
| FDP                   | 6,5              | 6,4                | 5     | –                   | + 2,6                                                    | + 5             |
| AfD                   | 8,6              | 8,5                | 6     | –                   | + 8,6                                                    | + 6             |
| ÖDP                   | 1,8              | 1,7                | –     | –                   | - 0,4                                                    | –               |
| BP                    | 2,3              | 2,2                | –     | –                   | - 0,5                                                    | –               |
| PIRATEN               | 0,4              | 0,5                | –     | –                   | − 1,5                                                    | –               |
| mut                   | 0,4              | 0,4                | –     | –                   | + 0,4                                                    | –               |
| Die Linke             | 3,1              | 3,1                | –     | –                   | + 1,3                                                    | –               |
| Tierschutzpartei      | 0,3              | 0,5                | –     | –                   | + 0,5                                                    | –               |
| Die Partei            | 0,4              | 0,4                | –     | –                   | + 0,4                                                    | –               |
| V-Partei³             | 0,2              | 0,2                | –     | –                   | + 0,2                                                    | –               |
| LKR                   | 0,0              | 0,0                |       |                     | –                                                        |                 |
| Partei der Humanisten | 0,0              | 0,0                |       |                     | –                                                        |                 |
| Gesundheitsforschung  | 0,0              | 0,0                |       |                     | –                                                        |                 |

## Bezirkswahl 2018
| Partei                | Erststimmen in % | Gesamtstimmen in % | Sitze | davon Direktmandate | Veränderung der Gesamtstimmen zur Landtagswahl 2013 in % | Sitzveränderung |
| --------------------- | ---------------- | ------------------ | ----- | ------------------- | -------------------------------------------------------- | --------------- |
| CSU                   |                  | 31,09              | 26    |                     | − 13,19                                                  | − 4             |
| SPD                   |                  | 9,55               | 8     |                     | − 9,39                                                   | - 5             |
| Bündnis 90/Die Grünen |                  | 21,38              | 18    |                     | + 10,04                                                  | + 10            |
| Freie Wähler          |                  | 12,04              | 10    |                     | + 2,56                                                   | + 4             |
| FDP                   |                  | 6,47               | 5     |                     | + 2,65                                                   | + 3             |
| AfD                   |                  | 8,46               | 7     |                     | + 8,46                                                   | + 7             |
| ÖDP                   |                  | 2,57               | 2     |                     | - 0,52                                                   | –               |
| BP                    |                  | 2,67               | 2     |                     | - 1,60                                                   | - 1             |
| PIRATEN               |                  | 0,54               | –     |                     | − 1,94                                                   | - 2             |
| FLO                   |                  | 0,53               | –     |                     | + 0,53                                                   | –               |
| Die Linke             |                  | 3,34               | 3     |                     | + 1,05                                                   | + 2             |
| Tierschutzpartei      |                  | 0,71               | 1     |                     | + 0,71                                                   | + 1             |
| Die Partei            |                  | 0,6                | –     |                     | + 0,6                                                    | –               |
| LKR                   |                  | 0,03               |       |                     | + 0,03                                                   |                 |

## Landtagswahl 2013
| Partei                | Erststimmen in % | Gesamtstimmen in % | Sitze | davon Direktmandate | Veränderung der Gesamtstimmen zur Landtagswahl 2008 in % | Sitzveränderung |
| --------------------- | ---------------- | ------------------ | ----- | ------------------- | -------------------------------------------------------- | --------------- |
| CSU                   | 45,7             | 47,2               | 33    | 27                  | + 7,9                                                    | + 5             |
| SPD                   | 20,1             | 22,1               | 15    | 1                   | + 2,8                                                    | + 1             |
| Bündnis 90/Die Grünen | 10,9             | 9,9                | 7     | –                   | - 3,2                                                    | - 2             |
| Freie Wähler          | 8,6              | 8,8                | 5     | –                   | - 1,6                                                    | - 1             |
| FDP                   | 4,0              | 3,9                | –     | –                   | - 6,1                                                    | - 7             |
| REP                   | 1,1              | 0,9                | –     | –                   | - 0,2                                                    | –               |
| ÖDP                   | 2,3              | 2,1                | –     | –                   | + 0,4                                                    | –               |
| BP                    | 3,2              | 2,7                | –     | –                   | +1,0                                                     | –               |
| PIRATEN               | 2,1              | 1,9                | –     | –                   | + 1,9                                                    | –               |
| Die Linke             | 2,0              | 1,8                | –     | –                   | - 2,0                                                    | –               |
| BüSo                  | 0,0              | 0,0                | –     | –                   | –                                                        | –               |
| DIE FREIHEIT          | 0,0              | 0,1                |       |                     | + 0,1                                                    |                 |

## Landtagswahl 2008
| Partei                | Erststimmen in % | Gesamtstimmen in % | Sitze | davon Direktmandate | Veränderung der Gesamtstimmen zur Landtagswahl 2003 in % | Sitzveränderung |
| --------------------- | ---------------- | ------------------ | ----- | ------------------- | -------------------------------------------------------- | --------------- |
| CSU                   | 39,2             | 39,3               | 28    | 28                  | − 20,9                                                   | − 11            |
| SPD                   | 19,2             | 19,3               | 14    | 1                   | − 0,6                                                    | + 1             |
| Bündnis 90/Die Grünen | 12,4             | 13,2               | 9     | –                   | + 3,3                                                    | + 3             |
| Freie Wähler          | 9,4              | 8,8                | 6     | –                   | + 6,3                                                    | + 6             |
| FDP                   | 10,0             | 10,0               | 7     | –                   | + 7,0                                                    | + 7             |
| REP                   | 1,2              | 1,1                | –     | –                   | − 0,4                                                    | –               |
| ödp                   | 1,9              | 1,8                | –     | –                   | − 0,1                                                    | –               |
| BP                    | 1,8              | 1,7                | –     | –                   | + 0,8                                                    | –               |
| BüSo                  | 0,0              | 0,0                | –     | –                   | − 0,1                                                    | –               |
| Die Linke             | 3,9              | 3,8                | –     | –                   | + 3,8                                                    | –               |
| VIOLETTE              | 0,3              | 0,3                | –     | –                   | + 0,3                                                    | –               |
| NPD                   | 0,7              | 0,7                | –     | –                   | + 0,7                                                    | –               |

## Bezirkswahl 2008
Die Bezirkswahl 2008 hatte folgendes Ergebnis:
| Partei                | Erststimmen in % | Gesamtstimmen in % | Sitze | davon Direktmandate | Veränderung der Gesamtstimmen zur Bezirkswahl 2003 in % | Sitzveränderung |
| --------------------- | ---------------- | ------------------ | ----- | ------------------- | ------------------------------------------------------- | --------------- |
| CSU                   | 38,2             | 38,5               | 28    | 28                  | − 18,3                                                  | − 6             |
| SPD                   | 18,9             | 18,4               | 13    | 1                   | − 1,2                                                   | + 2             |
| Bündnis 90/Die Grünen | 12,0             | 12,4               | 9     | –                   | + 1,8                                                   | + 3             |
| Freie Wähler          | 10,8             | 10,6               | 7     | –                   | + 7,0                                                   | + 5             |
| FDP                   | 9,6              | 9,6                | 7     | –                   | + 6,3                                                   | + 5             |
| REP                   | 1,2              | 1,2                | –     | –                   | − 0,7                                                   | − 1             |
| ödp                   | 2,7              | 2,6                | 1     | –                   | + 0,1                                                   | + 0             |
| BP                    | 2,1              | 2,1                | 1     | –                   | + 0,6                                                   | + 1             |
| Die Linke             | 3,7              | 3,7                | 2     | –                   | + 3,7                                                   | + 2             |
| NPD                   | 0,8              | 0,8                | –     | –                   | + 0,8                                                   | –               |